# 九州電気軌道100形電車
九州電気軌道100形電車（きゅうしゅうでんききどう100がたでんしゃ）は、かつて九州電気軌道（現：西日本鉄道）が所有していた路面電車路線である北九州線向けに製造された電車である。この項目では100形に加え、増備車として導入された118形、138形についても解説する。

## 100形
1935年から1936年にかけて17両（101 - 117）が製造された半鋼製車体を有するボギー車。前面3枚窓、車体両端に設置された乗降扉など、車体のデザインは先に導入された66形（車体交換前）を踏襲したが、外板の組み立ての一部に溶接が用いられた他、窓の数が1枚減った11枚となり、横幅が拡大した。製造は日本車輌製造（101 - 110）と汽車製造（111 - 117）によって行われ、前者は66形から乗降扉の高さが拡大した。台車についても各製造メーカーが手掛けており、日本車輌製造製の10両はC-10形、汽車製造製の7両はLH形が採用された。そのうちLH形は、C-10形を始めとする従来の台車と比べ重量の軽減が図られていた。
製造当初の乗降扉は引戸であったが1952年から1953年にかけて2枚折戸式の自動ドアに交換され、1966年以降は内装の更新が行われた。ワンマン化工事は施工されず、北九州線のダイヤ合理化を受けて1972年6月から1976年10月にかけて全車廃車された。
100形のうち、100 - 107については1923年に神戸市電から譲渡され1935年の100形製造前に廃車となった2軸車に同一番号が付けられていたため、この項目で解説した車両は2代目にあたる。

## 118形
輸送力増強が求められるようになった北九州線に向け、1938年から1939年にかけて20両（118 - 137）が製造された形式。車体は100形と同様に半鋼製だったがデザインが大きく変更され、製造当時世界的に流行していた流線形が先頭部の構造に取り入れられた。更に製造時は前照灯が屋根上に設置されていた他、乗降扉も車内における乗客密度の平均化を図るため、当時大阪市電に導入されていた新型電車と同様の、車体の左側と中央に扉を設ける非対称配置に改められた。更に乗降扉はドアエンジンが設けられ、自動ドアとなっていた。窓は2段上昇式となり、以降導入された北九州線向けの電車も同様の構造が受け継がれた。
製造メーカーは100形と同様に汽車製造（118 - 124）と日本車輌製造（125 - 137）で、汽車製造製の車両は雨樋が車体上部まで下がっていた一方、日本車輌製造製の車両は雨樋が屋根上にある張り上げ構造となっていた。台車についても汽車製造製車両が引き続きLH形を用いた一方、日本車輌製造製車両は軸受支持構造をウイングばね式に変更したK-10形が採用されている。
第二次世界大戦後、1947年に120 - 122（汽車製造製）の3両は西鉄が所有していた別の路面電車路線である福岡市内線へ転属し、形式名を「300形」（301 - 303）と改めた。その際に、前照灯の前面中央窓下への移設、扉配置の車体両端への変更、乗降扉の2枚折戸式への交換など、他車と仕様を合わせる改造工事が実施された。だが、長距離運用を主体とする北九州線向けに製造されたこれらの車両は福岡市内線向け車両と比べて電動機の出力や歯車比が異なり、運用に支障をきたしていたため、1952年に北九州線へ戻され番号も旧来のものへ復元された。また、同年以降北九州線の残存車についても同様の車体改造が施された他、内装の近代化工事も行われた。
ワンマン化工事は行われず、工事済みの福岡市内線からの転属車の大量導入に伴い1976年9月から1977年3月にかけて全車廃車となった。

## 138形
1940年から1941年にかけて20両が製造された形式。車体構造は118形のうち張り上げ構造を採用した日本車輌製造製車両に準拠し、前照灯も屋根上に設置されていたが、乗降扉の位置は100形と同様に車体両端となり、ドアエンジンの搭載も行われなかった。台車は118形と同様に日本車輌製造製車両（138 - 147）がK-10形、汽車製造製車両（148 - 157）がLH形だった。
第二次世界大戦の終戦直後に151・152が車体を白1色とし、進駐軍専用車両として使用されたのを経て、1952年から乗降扉の2枚折り戸・自動ドア化を伴う修繕工事が実施され、1958年以降は前照灯の位置が中央窓下部に変更された。更に1961年以降は車内照明の蛍光灯化や窓枠のアルミ製部品への交換などの更新が行われたが、予算の関係上全車には施工されなかった。これらの更新車は1971年にワンマン運転への対応工事が実施され、運転台窓にワイパー、側面右側に方向幕やスピーカーが設置され、車内にも案内装置が搭載された他、前面の方向幕が中央窓上に移設された。一方、更新工事やワンマン化工事が行われなかった残りの10両については1976年9月から1977年3月に廃車された。
同年以降北九州線で使用された138形は138 - 140、142 - 145、147、148、150で、148と150が汽車製造製、残りは日本車輌製造製だった。うち前者2両については、廃車された未更新車が用いたK-10形への台車交換が実施され、全車両の台車が統一された。その後1978年から1980年に車体更新が行われ、138・142・147を除いて側窓の上部がHゴムで固定されバス窓と呼ばれる形状となった。その後も他車と共に使用されたが、1985年10月20日に実施された北九州線の部分廃止によって余剰となり、同年11月1日をもって全車廃車となり、138形を含む100形列は形式消滅した。

## 保存
1985年まで使用された138形のうち、148は翌1986年に北九州市へと引き取られ、北九州市立交通科学館の正門で静態保存された。2004年に同館が閉館して以降はそのまま現地に留置されていたが、2010年3月に門司港レトロ地区の駐車場へと移設され、以降は塗装を上半分クリーム、下半分マルーンの戦後塗装に戻された上で展示が行われており、ワンマイルと北九州線車両保存会による車内公開も開催される。

## ギャラリー

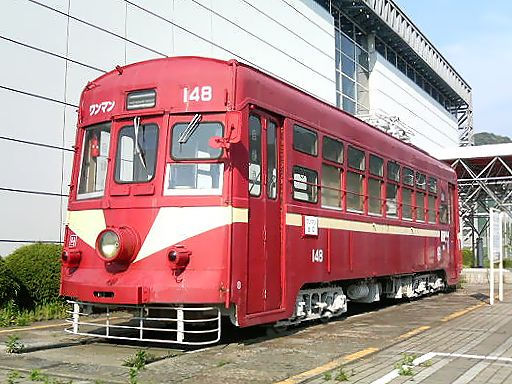
北九州市立交通科学館跡地に留置されていた頃の148（2006年撮影）
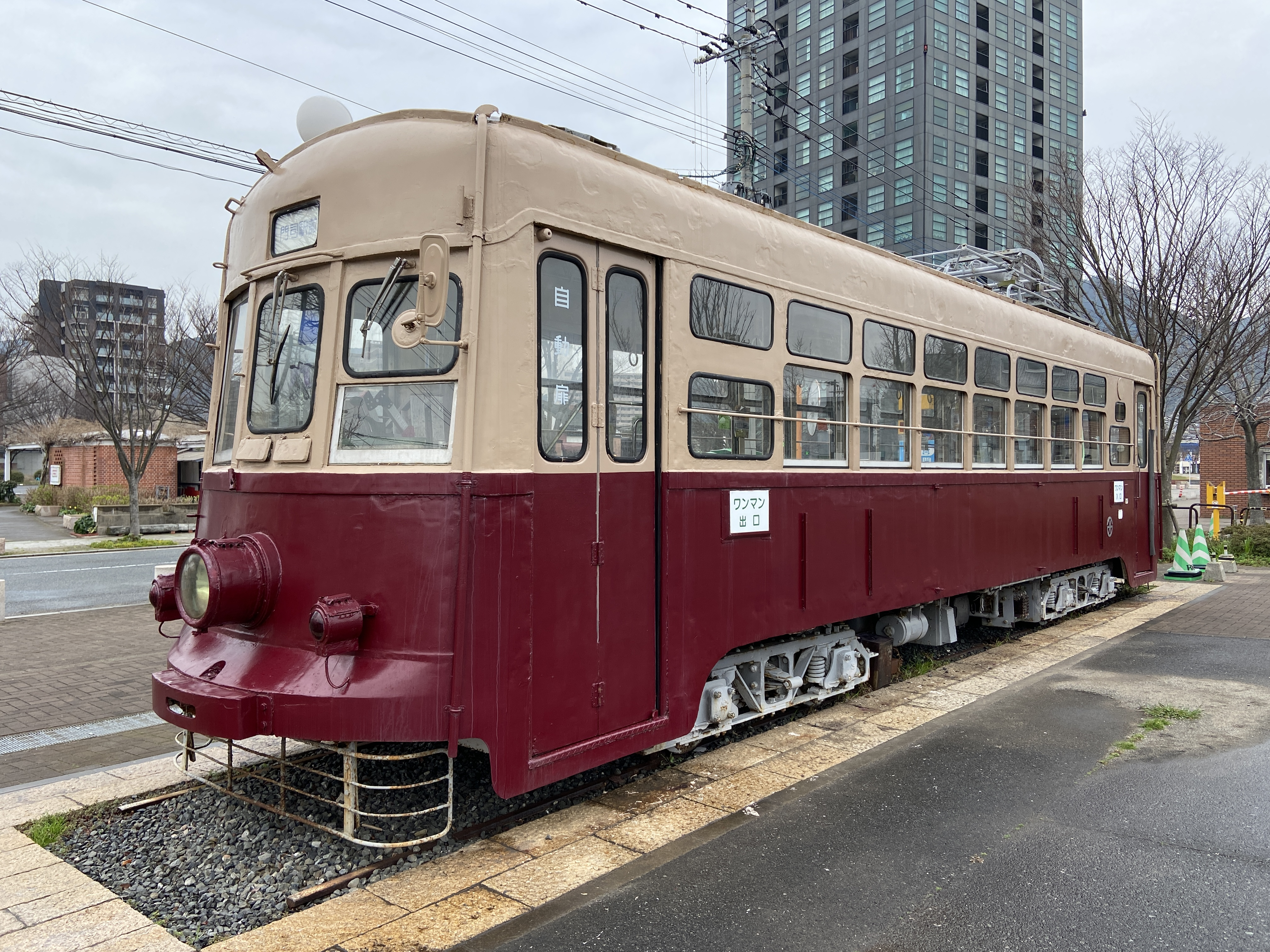
門司港レトロ地区で保存中の148（2020年3月撮影）
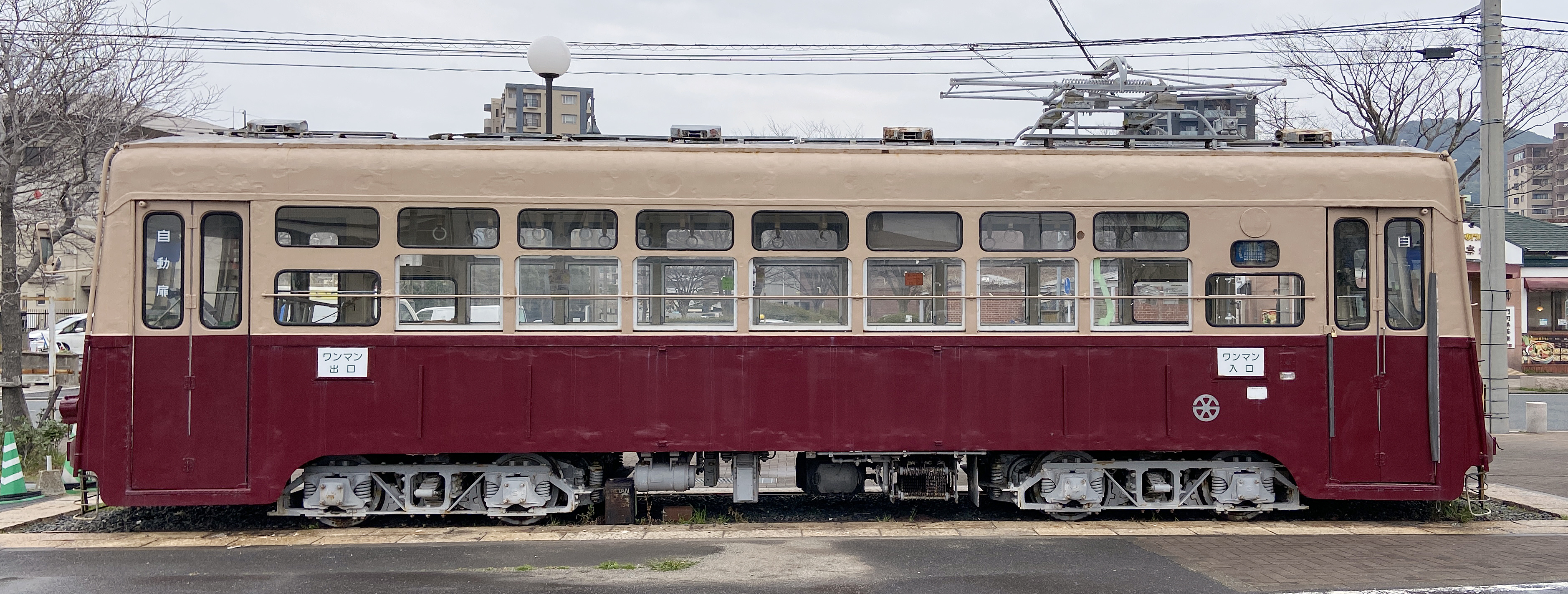
門司港レトロ地区で保存中の148（2020年3月撮影）

## 参考資料
- 朝日新聞社「日本の路面電車車両諸元表（旅客車のみ）」『世界の鉄道 昭和39年版』1963年。doi:10.11501/2456138。

- 朝日新聞社「日本の路面電車車両諸元表」『世界の鉄道 昭和48年版』1973年10月14日、170-181頁。

- 飯島巌、谷口良忠、荒川好夫『西日本鉄道』保育社〈私鉄の車両 9〉、1985年10月25日。ISBN 4-586-53209-2。

- 奈良崎博保『福岡・北九州市内電車が走った街 今昔』JTB〈JTBキャンブックス〉、2002年4月1日。ISBN 4-533-04207-4。

- 寺田祐一『ローカル私鉄車輌20年 路面電車・中私鉄編』JTB〈JTBキャンブックス〉、2003年4月1日。ISBN 4533047181。